# Eden (Hochhaus)

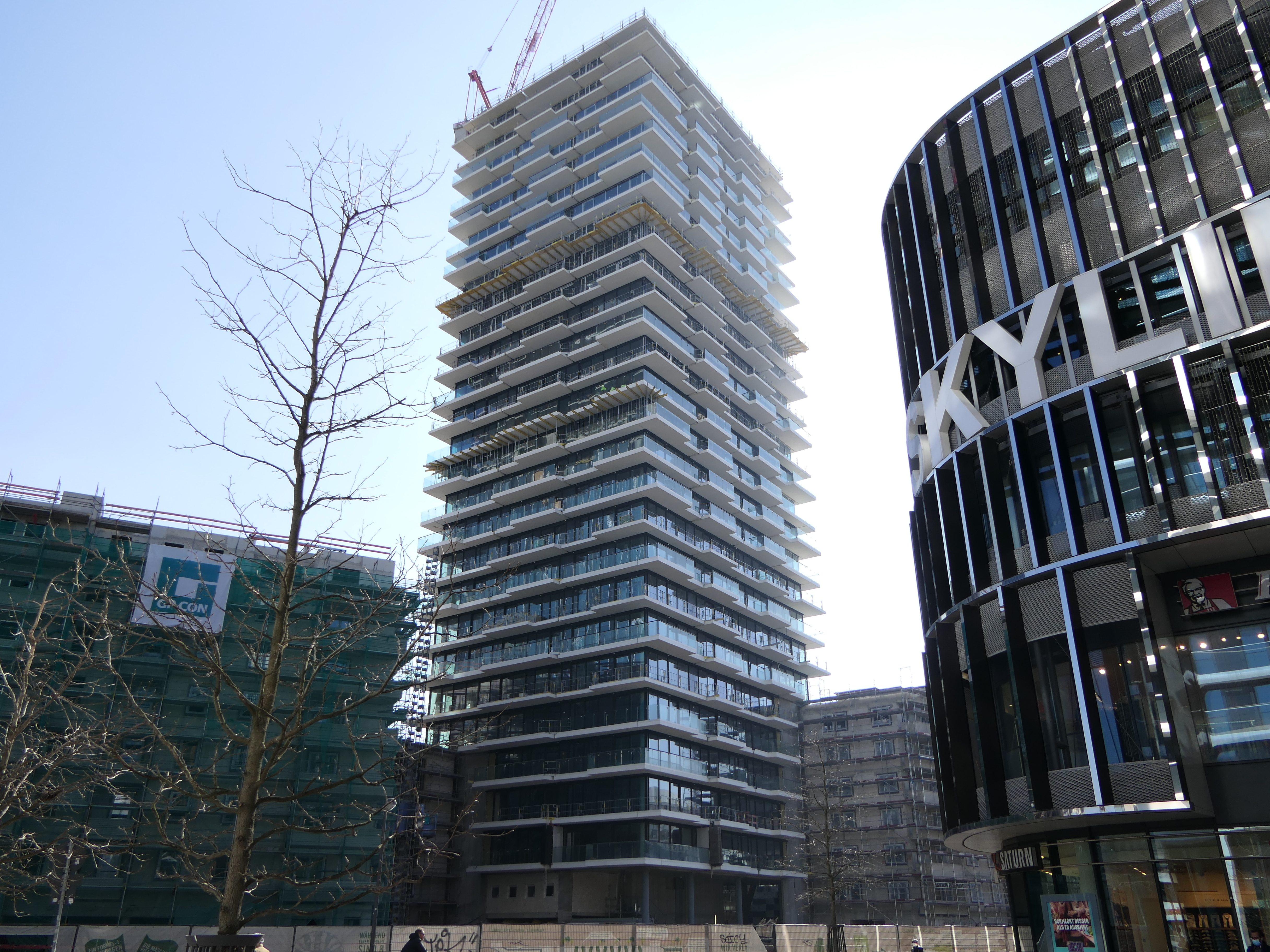
Baufortschritt im März 2021

Das Eden ist ein von 2018 bis 2023 gebautes Hochhaus am Güterplatz in Frankfurt am Main. Der Bau des 98 Meter hohen Wohngebäudes mit 27 Stockwerken begann mit dem Spatenstich am 29. Mai 2018 und sollte ursprünglich 2021  abgeschlossen sein. Der Fertigstellungstermin wurde mehrfach verschoben, weil das Gebäude behördlich nicht freigegeben wird. Im Juni 2023 wurden dann die ersten Wohnungsschlüssel übergeben.
Gebaut wurde das Hochhaus auf dem ehemaligen Bosch-Areal neben der Mainzer Landstraße. Auf dem gleichen 13.700 Quadratmeter großem Grundstück entstand das Hotelhochhaus The Spin, ein Wohnkomplex der ABG Frankfurt Holding mit 270 Wohnungen sowie eine Station der U-Bahn-Linie U5. Bauherr war der Investor gsp Städtebau aus Berlin, der das Projekt bis zur Fertigstellung der Tiefgarage baute. Danach übernahm der neue Eigentümer Immobel die Projektentwicklung.
Ursprünglich war eine Höhe von etwa 90 Metern vorgesehen. Außerdem wurde die Anzahl der geplanten Eigentumswohnungen von 200 auf 263 erhöht, diese sollen dafür kleiner als ursprünglich geplant ausfallen und mehrheitlich ein bis drei Zimmer haben. Zusätzlich soll es drei Penthouses geben. Neben einem Concierge-Service soll es ein Fitnessstudio geben. Für die Räume sind Panoramafenster geplant, die Gebäudefassade soll begrünt werden. Die 420 Plätze umfassende Tiefgarage soll auch für die umliegenden Gebäude zur Verfügung stehen.
Das Baugelände ist Teil des Europaviertels. In der Nähe stehen der Gebäudekomplex mit Einkaufszentrum Skyline Plaza sowie das Wohnhochhaus Grand Tower, das von gsp Städtebau errichtet wurde.

## Geschichte
Ursprünglich wollte die Robert Bosch GmbH auf dem früher von der Firma Telenorma genutzten Gelände ein Bürohochhaus errichten. 2013 wurde dieser Plan geändert, und es sollte ein Wohnhochhaus mit einer Höhe zwischen 60 und 90 Metern gebaut werden. Weil sich kein Investor finden ließ, verkaufte die Robert Bosch GmbH das Grundstück 2015 an die ABG Frankfurt Holding, die gsp Städtebau und einen privaten Investor. Es wurden Pläne für den Bau eines maximal 115 Meter hohen Hotelhochhauses und eines etwa 90 Meter hohen Wohnturms vorgestellt. Außerdem sollte eine Blockrandbebauung mit Mietshäusern entstehen. Die Fertigstellung war für 2020 oder 2021 geplant.
Anfang 2016 wurde ein Realisierungs- und Ideenwettbewerb ausgelobt, den im März 2016 die Architekturbüros Jahn und Magnus Kaminiarz & Cie. gewannen. Der Entwurf sah einen 90 Meter hohen Wohnturm („Tower 90“) und eine Blockrandbebauung an der Europa-Allee vor. 2018 wurde der Name „Eden“ bekannt gegeben. Es ist eine Anspielung auf den Garten Eden.
Im Januar 2019 teilte der Projektentwickler gsp Städtebau mit, dass das Projekt an das belgische Unternehmen Immobel verkauft wurde.